# Rajd Wisły 1991
Międzynarodowy Rajd Wisły 1991 – 39. edycja Rajdu Wisły. Był to rajd samochodowy rozgrywany od 20 do 21 września 1991 roku. Była to piąta runda Rajdowych Samochodowych Mistrzostw Polski w roku 1991. Rajd składał się z dwudziestu ośmiu odcinków specjalnych. 

## Wyniki końcowe rajdu[1]
| Miejsce | Kierowca            | Pilot                | Samochód                | Czas    | Strata | Grupa Klasa |
| ------- | ------------------- | -------------------- | ----------------------- | ------- | ------ | ----------- |
| 1       | Marian Bublewicz    | Ryszard Żyszkowski   | Ford Sierra RS Cosworth | 1:46:41 | -      | A-13        |
| 2       | Paweł Przybylski    | Krzysztof Gęborys    | Audi Coupé Quattro      | 1:51:22 | +4:41  | A-13        |
| 3       | Romuald Chałas      | Janusz Siniarski     | Mazda 323 4WD           | 1:52:09 | +5:28  | A-13        |
| 4       | Saulius Girdauskas  | Žilvinas Sakalauskas | Łada Samara             | 1:56:54 | +10:13 | A-12        |
| 5       | Robert Herba        | Jakub Mroczkowski    | Opel Kadett GSI 16V     | 1:58:01 | +11:2  | N-03        |
| 6       | Vytautas Sabotaitis | Arūnas Bukmanas      | Łada Samara             | 1:58:03 | +11:22 | A-12        |
| 7       | Wiesław Stec        | Artur Skorupa        | Opel Manta 2.0 E        | 1:59:02 | +12:21 | A-13        |
| 8       | Paweł Noakowski     | Horst Muller         | Opel Corsa GSi          | 1:59:28 | +12:47 | A6          |
| 9       | Krzysztof Hołowczyc | Robert Ziemski       | Mazda 323 4WD           | 2:00:09 | +13:28 | N-04        |
| 10      | Mirosław Krachulec  | Marek Kusiak         | Mazda 323 GTX           | 2:01:36 | +14:55 | N-04        |
| 11      | Sławomir Szaflicki  | Andrzej Górski       | Mazda 323 GTX           | 2:03:36 | +16:55 | A-13        |